# 瓦窑山窑址
瓦窑山窑址，又名固驿窑址或固驿邛窑遗址，为南朝至唐代中期的民间瓷窑遗址，位于中国四川省成都市邛崃市固驿镇公义村瓦窑山。瓦窑山窑址现存窑包2座，面积约1600平方米，创烧于南朝，废弃于唐中期。其中已发掘的龙窑长46.2米，为邛窑中最长的龙窑。
1991年4月16日公佈瓦窯固驛窯址為四川省第三批文物保護單位。2006年5月25日列為第六批全國重點文物保護單位。歸入第三批全國重點文物保護單位什邡堂邛窯遺址。 2013年，成都市政府发布了《成都市大遗址保护管理办法》，瓦窑山邛窑遗址成为国家大遗址保护规划成都片区的组成部分。